# United States Army Space and Missile Defense Command
L'United States Army Space and Missile Defense Command (SMDC) est un commandement de l'United States Army. 

## Missions
Il est chargé de la défense antimissile basée au sol du territoire des États-Unis dont les missiles Ground-Based Interceptor depuis 2004.

## Structure
- Research, Development, and Acquisition (RDA)
- Space & Missile Defense Future Warfare Center (FWC)